# 吉姆·弗伦奇
吉姆·弗伦奇（英語：Jim French，1929年—2017年12月21日）是一名美国广播电台人物和制片人，截至2011年，已经编写和制作了803部无线电节目，其中包括“哈尼尼罗的冒险故事”和“福尔摩斯的进一步冒险”系列。
他是游戏《求生之路》中比尔的配音，Dota 2里上古巨神的英语配音。
吉姆·弗伦奇于2017年12月21日逝世，享年89岁。